# Carol Kane
Carolyn Laurie Kane, conhecida como Carol Kane (Cleveland, 18 de junho de 1952), é uma atriz estadunidense. Seu primeiro trabalho que a tornou conhecida foi em Hester Street, filme a qual recebeu uma indicação ao Oscar na categoria de melhor atriz em 1976.
Kane também conquistou reconhecimento por seus papeis em Annie Hall e Norman Loves Rose. Em 1982 e 1983, venceu em duas categorias do Emmy pela série Taxi.
Atuou na série Unbreakable Kimmy Schmidt.
Atualmente está atuando na série Hunters, com Al Pacino, no prime vídeo da amazon.

## Filmografia
| Ano       | Título                                             | Papel                           |
| --------- | -------------------------------------------------- | ------------------------------- |
| 1971      | Carnal Knowledge                                   | Jennifer                        |
| 1971      | Desperate Characters                               |                                 |
| 1972      | Wedding in White                                   | Jeannie Dougall                 |
| 1972      | ...and Hope to Die                                 |                                 |
| 1973      | The Last Detail                                    | Young Whore                     |
| 1974      | We, the Woman                                      | Susannah White                  |
| 1975      | Hester Street                                      | Gitl                            |
| 1975      | Dog Day Afternoon                                  | Jenny                           |
| 1976      | Harry and Walter Go to New York                    | Florence                        |
| 1977      | Annie Hall                                         | Allison                         |
| 1977      | Valentino                                          | Starlet                         |
| 1977      | The World's Greatest Lover                         | Annie Hickman                   |
| 1978      | Visions                                            |                                 |
| 1978      | The Mafu Cage                                      | Cissy                           |
| 1979      | The Muppet Movie                                   | Myth                            |
| 1979      | When a Stranger Calls                              | Jill Johnson                    |
| 1979      | La Sabina                                          | Daisy                           |
| 1980      | The Greatest Man in the World                      | April                           |
| 1978      | Great Performances                                 | Eliza Southgate; Frances Loomis |
| 1981      | The Games of Countess Dolingen                     | Louise Haines-Pearson           |
| 1981      | Strong Medicine                                    |                                 |
| 1982      | Pandemonium                                        | Candy                           |
| 1982      | Norman Loves Rose                                  | Rose                            |
| 1982      | Laverne & Shirley                                  | Olga                            |
| 1983      | An Invasion of Privacy                             | Ilene Cohen                     |
| 1983      | American Playhouse                                 | Lavinia                         |
| 1980      | Taxi                                               | Simka Dahblitz-Gravas           |
| 1983      | Faerie Tale Theatre                                | The "Good" Fairy                |
| 1983      | Can She Bake a Cherry Pie?                         |                                 |
| 1984      | The Secret Diary of Sigmund Freud                  | Martha Bernays                  |
| 1984      | Over the Brooklyn Bridge                           | Cheryl                          |
| 1984      | Racing with the Moon                               | Annie the Hooker                |
| 1984      | Burning Rage                                       | Mary Harwood                    |
| 1984      | Cheers                                             | Amanda Boyer                    |
| 1984      | Terror in the Aisles                               |                                 |
| 1985      | Tales from the Darkside                            | Anne MacColl                    |
| 1985      | Crazy Like a Fox                                   |                                 |
| 1985      | Transylvania 6-5000                                | Lupi                            |
| 1986      | Tall Tales & Legends                               | Barbara                         |
| 1986      | All is Forgiven                                    | Nicolette Bingham               |
| 1986      | Jumpin' Jack Flash                                 | Cynthia                         |
| 1987      | Paul Reiser Out on a Whim                          | Fortune Teller                  |
| 1987      | Ishtar                                             | Carol                           |
| 1987      | The Princess Bride                                 | Valerie                         |
| 1988      | Drop-Out Mother                                    | Maxine                          |
| 1988      | Rap Master Ronnie: A Report Card                   |                                 |
| 1988      | Sticky Fingers                                     | Kitty                           |
| 1988      | License to Drive                                   | Mrs. Anderson                   |
| 1988      | Scrooged                                           |                                 |
| 1990      | The Lemon Sisters                                  | Franki D'Angelo                 |
| 1990      | Flashback                                          | Maggie                          |
| 1990      | Joe Versus the Volcano                             | Hairdresser                     |
| 1990      | Tales from the Crypt                               | Judy                            |
| 1990      | My Blue Heaven                                     | Shaldeen                        |
| 1990      | Tiny Toon Adventures                               | Ollie                           |
| 1990      | American Dreamer                                   | Lillian Abernathy               |
| 1991      | Ted & Venus                                        | Colette                         |
| 1992      | Sibs                                               |                                 |
| 1992      | In the Soup                                        | Barbara                         |
| 1991      | Brooklyn Bridge                                    | Aunt Sylvia                     |
| 1992      | The Ray Bradbury Theater                           | Polly                           |
| 1992      | Baby on Board                                      | Maria                           |
| 1992      | The Real Story of Here Comes the Bride             | Margaret Mouse                  |
| 1993      | When a Stranger Calls Back                         | Jill Johnson                    |
| 1993      | TriBeCa                                            | Amanda                          |
| 1993      | Even Cowgirls Get the Blues                        | Carla                           |
| 1993      | Eligible Dentist                                   |                                 |
| 1993      | Addams Family Values                               | Grandmama Addams                |
| 1994      | Seinfeld                                           | Corinne                         |
| 1994      | Aladdin                                            | Brawnhilda                      |
| 1994      | Empty Nest                                         | Shelby                          |
| 1995      | The Crazysitter                                    | Treva Van Arsdale               |
| 1995      | A.J.'s Time Travelers                              | Emily Roebling                  |
| 1995      | Dad, the Angel & Me                                | The Angel                       |
| 1995      | Napoleon                                           | Spider                          |
| 1995      | Freaky Friday                                      | Leanne Futterman                |
| 1995      | Chicago Hope                                       | Marguerite Birch                |
| 1995      | Theodore Rex                                       | Molly Rex                       |
| 1996      | Big Bully                                          | Faith                           |
| 1996      | Ellen                                              | Lily Penney                     |
| 1996      | Sunset Park                                        | Mona                            |
| 1996      | The Pallbearer                                     | Mrs. Thompson                   |
| 1996      | Trees Lounge                                       | Connie                          |
| 1996      | American Strays                                    | Helen                           |
| 1997      | Gone Fishin'                                       | Donna Waters                    |
| 1997      | Pearl                                              | Annie Caraldo                   |
| 1997      | Office Killer                                      | Dorine Douglas                  |
| 1997      | Hey Arnold!                                        | Emily Dickinson Trophy          |
| 1997      | The Tony Danza Show                                | Simka Gravaas                   |
| 1997      | Homicide: Life on the Street                       | Gwen Munch                      |
| 1997      | Merry Christmas, George Bailey                     | Cousin Tilly/Mrs.Hatch          |
| 1998      | The First Seven Years                              | Mrs. Feld                       |
| 1998      | Adventures from the Book of Virtues                | The Beetle                      |
| 1998      | Noddy                                              | Tooth Fairy                     |
| 1999      | Jawbreaker                                         | Ms. Sherwood                    |
| 1999      | Noah's Ark                                         | Sarah                           |
| 1999      | Blue's Big Treasure Hunt                           | Miss Muffet                     |
| 1999      | Wacky Adventures of Ronald McDonald                | Mãe de Org                      |
| 1999      | Blue's Big Treasure Hunt                           | Little Miss Muffet              |
| 1999      | Man on the Moon                                    | Simka Dahblitz                  |
| 2000      | The Office Party                                   | Linda                           |
| 1999      | Beggars and Choosers                               | Lydia Luddin                    |
| 2000      | The Tic Code                                       | Miss Gimpole                    |
| 2000      | As Told by Ginger                                  | Maude                           |
| 2001      | D.C. Smalls                                        | Mom                             |
| 2001      | My First Mister                                    | Mrs. Benson                     |
| 2001      | The Shrink Is In                                   | Dr. Louise Rosenberg            |
| 2001      | Tomorrow by Midnight                               | Officer Garfield                |
| 2001      | Family Guy                                         | Carol                           |
| 2002      | That's Life                                        | Gloria                          |
| 2002      | The Grubbs                                         | Sophie Grubb                    |
| 2002      | Love in the Time of Money                          | Joey                            |
| 2003      | Cosmopolitan                                       | Mrs. Shaw                       |
| 2003      | Audrey's Rain                                      | Missy Flanders                  |
| 2004      | Confessions of a Teenage Drama Queen               |                                 |
| 2004      | Hope & Faith                                       | Cornelia Rackett                |
| 2005      | The Pacifier                                       | Helga                           |
| 2005      | The Civilization of Maxwell Bright                 | Temple                          |
| 2005      | The Grim Adventures of Billy & Mandy               | Mrs. Claus                      |
| 2005      | The Happy Elf                                      | Gilda                           |
| 2006      | The Year Without a Santa Claus                     | Mãe Natureza                    |
| 2008      | Kung Fu Panda: Secrets of the Furious Five         | Sheep                           |
| 2008      | Four Christmases                                   | Aunt Sarah                      |
| 2009      | Two and a Half Men                                 | Shelly                          |
| 2009      | Law & Order: Special Victims Unit                  | Gwen Munch                      |
| 2009      | Monk                                               | Joy                             |
| 2010      | Ugly Betty                                         | Lena Korvinka                   |
| 2010      | The Bounty Hunter                                  | Dawn                            |
| 2010      | My Girlfriend's Boyfriend                          | Barbara                         |
| 2010      | Pete Smalls Is Dead                                | Landlady                        |
| 2011      | The Key Man                                        | Marsha                          |
| 2011      | Phineas and Ferb                                   | Nana Shapiro                    |
| 2012      | Sleepwalk with Me                                  | Linda Pandamiglio               |
| 2012      | Should've Been Romeo                               | Ruth                            |
| 2012      | Thanks for Sharing                                 | Roberta                         |
| 2012      | Emoticon ;)                                        | Hannah Song                     |
| 2013      | Clutter                                            | Linda Bradford                  |
| 2013      | Girls                                              | Cloris                          |
| 2013      | Anger Management                                   | Carol                           |
| 2014      | Gotham                                             | Gertrud Kapelput                |
| 2015      | Ava's Possessions                                  | Talia                           |
| 2015-2019 | Unbreakable Kimmy Schmidt                          | Lillian Kaushtupper             |
| 2017      | Halt and Catch Fire                                | Denise                          |
| 2018      | The Sisters Brothers                               | Mrs Sisters                     |
| 2020      | Hunters                                            | Mindy Markowitz                 |
| 2020      | Unbreakable Kimmy Schmidt : Kimmy vs. the Reverend | Lilian/ Fiona                   |